# Luis Martín
Luis Martín García (Melgar de Fernamental, 19 de agosto de 1846 - Roma, 18 de abril de 1906) foi o 24° Superior Geral da Companhia de Jesus. Governou a Companhia de Jesus entre 1892 e 1906.